# 戴夫·巴德
戴维·L·巴德（英語：David L. Budd，1938年10月28日—），美国NBA联盟职业篮球运动员。他在1960年的NBA选秀中第2轮第10顺位被纽约尼克斯选中。